# Synagoge (Leutershausen an der Bergstraße)

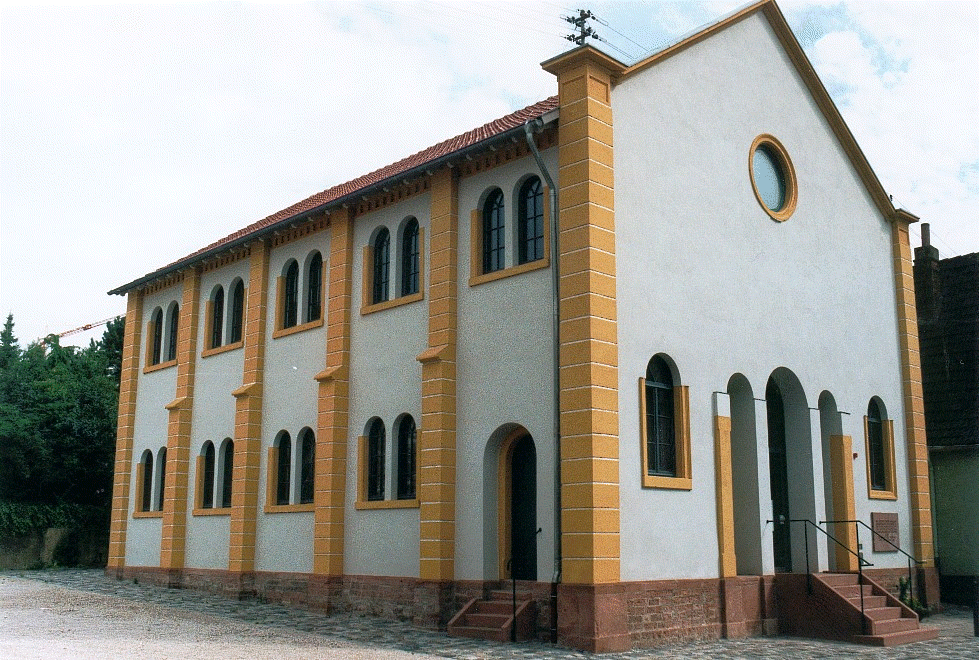
Ehemalige Synagoge Leutershausen

Die ehemalige Synagoge in der Hauptstraße 27 in Leutershausen, einem Ortsteil der Gemeinde Hirschberg an der Bergstraße im Rhein-Neckar-Kreis im nördlichen Baden-Württemberg, wurde 1867/68 errichtet und  ab 2000 restauriert. Die ehemalige Synagoge steht seit 1972 unter Denkmalschutz.

## Geschichte
Die erste bekannte Synagoge in Leutershausen bestand im 18./19. Jahrhundert in der  Hauptstrasse 1. Der Betsaal befand sich im Dachgeschoss eines heute noch existierenden Fachwerkhauses.
Die neue Synagoge wurde 1867/68 nach Plänen von Philipp Schmitt aus Mannheim am Schriesheimer Tor erbaut; am 4. September 1868 fand die feierliche Einweihung statt.
Am 4. Mai 1938 kaufte die politische Gemeinde die Synagoge, dadurch blieb sie beim Novemberpogrom 1938 unzerstört. Ab 1942 wurde das Gebäude als Kriegsgefangenenlager und Lazarett und nach 1945 als Konservenfabrik, Lager und Druckerei genutzt. 1955 kauften Privatleute das Gebäude, 1985 erwarb es die Gemeinde Hirschberg.
Am 9. November 1988 wurde eine Gedenktafel angebracht, die folgende Inschrift trägt: Wir gedenken unserer jüdischen Mitbürgerinnen und Mitbürger, die in den Jahren 1933 bis 1945 der nationalsozialistischen Schreckensherrschaft zum Opfer fielen. Ihr Leid soll uns Mahnung und Verpflichtung sein.
Nach umfangreichen Renovierungsarbeiten wurde am 10. November 2001 die ehemalige Synagoge als Haus der Kultur und Begegnung wiedereröffnet.
Im Jahr 2002 entwarf der schottische Glaskünstler John K. Clark zwei Rosenfenster für die West- und Ostfassade.
Der Platz nördlich der Synagoge wurde im Jahr 2010 nach dem Abriss eines leer stehenden Wohnhauses neu gestaltet.
Auf diesem Platz wurde 2014 ein von der Mannheimer Künstlerin Myriam Holme gestaltetes Mahnmal aus Bronze mit einer zugehörigen Namenstafel an der Synagogenwand eingeweiht. Es erinnert an die 27 jüdischen Todesopfer aus Leutershausen und Großsachsen, darunter auch der jüdische Kantor und Lehrer Meier Heller. Nach ihm wurde der Platz anlässlich der Einweihung benannt.

## Jüdische Gemeinde
Der erste Nachweis jüdischen Lebens in Leutershausen geht auf das Jahr 1553 zurück. Zur Zeit des Baus der Synagoge lebten dort 165 Juden. Zu Beginn des 20. Jahrhunderts führte die aufstrebende Industrie zu Abwanderungen, so dass die Zahl der jüdischen Einwohner auf 68 sank. Zu Beginn der Herrschaft der Nationalsozialisten wurden knapp 50 jüdische Personen gezählt. Im Jahr 1940, als badische Juden in das Camp de Gurs in Südfrankreich deportiert wurden, wohnten in Leutershausen keine Juden mehr. Sie versuchten sich in der Anonymität der Städte zu verstecken oder wanderten aus. 21 Juden aus Leutershausen und sechs aus Großsachsen wurden in den Vernichtungslagern der Nationalsozialisten ermordet.